# Castillo Burgwindheim
El castillo de Burgwindheim es un edificio catalogado en Burgwindheim, una ciudad comercial en el distrito de Bamberg (Alta Franconia, Baviera). El antiguo palacio oficial del monasterio de Ebrach fue probablemente construido entre 1720 y 1725 según un diseño de Joseph Greissing, en cuya planificación pudo haber intervenido Balthasar Neumann. Está registrado como monumento en la lista bávara de monumentos con el número de monumento D-4-71-122-6. En la actualidad alberga la oficina parroquial católica y centro comunitario.

## Descripción
Cuatro pabellones con techos abuhardillados, que son más altos que los del resto del edificio, se agrupan en las esquinas alrededor de un ala cuadrada en el medio, que contiene un solo salón de baile grande. Hay balcones en los cuatro lados del tramo central. Los muros del complejo de edificios están divididos por pilastras. Se ha conservado el estuco del salón de baile de la época en que lo construyó Georg Hennicke.